# Faramana (Burkina Faso)
Pour les articles homonymes, voir Faramana.
Faramana est une commune et le chef-lieu du département de Faramana de la province du Houet dans la région du Hauts-Bassins au Burkina Faso. Elle constitue une importante ville à la frontière avec le Mali.

## Géographie
Faramana est située à environ 1 km de la frontière malienne. La commune est traversée par la route nationale 9.

## Administration

### Liste des maires de la ville
- 2006-2014 : Seydou Traoré[2]
- 2015- : Brama Konaté

## Économie
Du fait de sa position sur la frontière malienne, la ville est un important poste de douane sur l'axe reliant Bobo-Dioulasso à Koutiala (au Mali) et à ce titre perçoit les droits de visas des personnes et les taxes d'importation des marchandises transitant sur la RN9.

## Santé et éducation
La commune de Faramana accueille un centre de santé et de promotion sociale (CSPS).
Faramana compte trois écoles primaires dont la première (école A) a été ouverte en 1975, deux lycées dont le lycée départemental de Faramana (LDF) et le lycée privé Espoir-de-Bambé.

## Services publics et sécurité
En plus de la mairie et de la préfecture de département Faramana abrite les services douaniers frontaliers ainsi qu'une brigade de gendarmerie , un poste de policeet un poste forestière